# Walden Martin
Walden Charles Martin (ur. 28 września 1891 w Grayville, zm. 17 listopada 1966 w Largo) – amerykański kolarz szosowy, brązowy medalista olimpijski.

## Kariera
Największe sukcesy w karierze Walden Martin osiągnął w 1912 roku, podczas igrzysk olimpijskich w Sztokholmie. Wspólnie z Carlem Schutte, Alvinem Loftesem i Albertem Kruschelem zdobył brązowy medal w jeździe drużynowej na czas. Na tych samych igrzyskach w jeździe indywidualnej przejechał trasę w czasie 11:23:55,2 i zajął siedemnaste miejsce. W lutym 1913 roku Martin brał udział w wypadku na torze St. Louis Coliseum, gdzie zderzył się z Frederickiem Windtem. W wyniku wypadku Martin stracił jedną nogę, a Windt zginął na miejscu. Martin nie zakończył kariery – ścigał się dalej, używając protezy. Nigdy nie zdobył medalu na szosowych mistrzostwach świata.